# Vitrulan
Die Vitrulan Gruppe ist ein Hersteller von Glasprodukten für die Industrie mit Sitz im Oberfränkischen Marktschorgast.

## Geschichte
Die Geschichte des Unternehmens entwickelte sich aus zwei, zunächst völlig voneinander unabhängigen, Wurzeln: der am 16. September 1896 ins Gewerberegister eingetragenen Glasfabrik Haselbach und der am 11. November 1921 gegründeten Thüringischen Glaswollindustrie, vormals S. Koch GmbH.

### Glasfabrik Haselbach
In der im Jahr 1896 von Joseph und Hermann Schuller gegründeten Glasfabrik Haselbach wurden zunächst Glasröhren, gläserne Ampullen, Reagenz- und Tablettengläser hergestellt. Fundament des enormen Aufschwungs der „Wernerhütte“, wie der Betrieb später hieß, war eine Reihe von Erfindungen, die bis heute mit Werner Schullers Namen verbunden sind, z. B. gelang es 1938, mithilfe des Stabtrommelziehverfahrens, feine spinnbare Glasfäden in gewünschter Stärke zu erzeugen. Verwendung fanden diese Glasfäden zunächst vor allem bei Isolierungen im technischen Bereich.
Die NSDAP hatte zu diesem Zeitpunkt in Deutschland längst das unumschränkte politische Sagen. Infolgedessen wurde die Situation der Juden immer prekärer. Eheschließungen zwischen „Ariern“ und Juden galten als Rassenschande, die streng zu ahnden war. Werner Schuller, der mit einer Jüdin verheiratet war, wurde deshalb für vier Monate in Haft genommen. Danach entschloss er sich, der Not gehorchend und um die Firma zu retten, dazu, seine Frau Edith zusammen mit den beiden Töchtern 1939 ins Ausland zu schicken. Seine beiden Söhne blieben beim Vater in Haselbach; als „Halbariern“ wurde ihnen der Schulbesuch untersagt.
Trotz oder vielleicht auch gerade wegen seiner schwierigen privaten Situation und ungeachtet des Krieges investierte Schuller nach wie vor seine ganze Kraft in sein aufstrebendes Unternehmen. 1939 entschloss er sich, im nur wenige Kilometer entfernten oberfränkischen Coburg ein Zweigwerk zur Glasfasererzeugung aufzubauen. In den nun angebrochenen Kriegszeiten waren die speziellen Eigenschaften der Glaswolle – Feuerbeständigkeit, Strapazierfähigkeit, Isolierkraft – besonders gefragt. Das Haselbacher Unternehmen war daher von den neuen Machthabern als „kriegswichtig“ eingestuft worden, weshalb Schuller nicht eingezogen wurde und der Betrieb ungestört weiterlaufen konnte.
Zwei Jahre vor Kriegsende entwickelte Schuller ein Verfahren zur Herstellung von Glasstapelfaservorgarn. Dies war vor allem als Ersatz für Asbest gefragt, dessen gesundheitsgefährdendes Potenzial man allmählich erkannte.
Noch vor dem offiziellen Ende des Krieges am 8. Mai 1945 drangen die Amerikaner bereits im April von Süden her nach Thüringen vor und beendeten hier die Herrschaft der Nationalsozialisten. Die neuen Machthaber machten umfangreiche Reparationen geltend. Daher kam es im großen Maßstab zu Enteignungen; Industriebetriebe wurden verstaatlicht. Mit dem „Befehl Nr. 1“ wurde die „Glasfabrik Wernerhütte“ zusammen mit anderen Unternehmen aus der Region entschädigungslos enteignet und ging in sowjetischen Besitz über.
Bevor es jedoch am 1. August 1946 tatsächlich zur Enteignung seines Betriebes kam, setzte Werner Schuller sich in sein Zweigwerk nach Coburg ab. Für seine Flucht nutzte er den schmalen Zeitraum, in dem die Amerikaner Thüringen noch besetzt hielten und die Sowjets noch nicht von der Region Besitz ergriffen hatten. Um sich im Westen eine bessere Startbasis zu schaffen, hatte Schuller vor seinem endgültigen Weggang Maschinen im Werk Haselbach demontiert und im Schutz der Dunkelheit über die Demarkationslinie nach Coburg transportiert. Das Glaswerk Haselbach wurde nach der Enteignung in eine Sowjetische Aktiengesellschaft (SAG) umgewandelt.
Die neuartigen technologischen Verfahren im Bereich der Glasfaserherstellung weckten das Interesse der neuen Machthaber. Die Belegschaft war gezwungen, Betriebsbesichtigungen von russischen Fachkräften zu dulden und musste ihr Knowhow preisgeben. Auch aus den „sozialistischen Bruderländern“ kamen Leute, die sich die Technik ganz genau ansahen, um die Apparate nachbauen zu können.
Mit Gründung der DDR am 7. Oktober 1949 wurde die SAG Haselbach zum VEB (Volkseigenen Betrieb). Von nun an wechselten die Bezeichnungen für den Betrieb mehrfach: Zuerst gehörte das Glaswerk Haselbach zu „Westglas“, dann wurde es dem „VVB Zement und Glas Dresden“ eingegliedert. Ab 1968 lief es unter dem Dachverband „VVB Technisches Glas Ilmenau“, anschließend als Werk im „Technischen Glas Ilmenau“, danach Betriebsteil des Glaswerks Altenfeld. Darauf kam das Glaswerk Haselbach zum Kombinat „Technisches Glas Ilmenau“, bis es zu guter Letzt 1981 mit anderen Unternehmen der Umgebung unter dem Dach des „VEB Trisola Steinach“ zusammengeschlossen wurde.
Die Erzeugung von Glasrohren und -stäben blieb ein Produktionsschwerpunkt. Die Kapazität reichte nicht nur für den Eigenbedarf, sondern die Stäbe wurden als Rohstoff in erheblichem Umfang ins damalige Jugoslawien sowie in die BRD exportiert. Zu den Kunden in der BRD gehörte auch die Firma Vitrulan in Marktschorgast. Daneben wurden auch Garne und Zwirne hergestellt. Sie wurden aufgewickelt und zu Isolierungen, z. B. für Handschuhe, Dichtungen, Rohrumwicklungen und teilweise auch für elektrische Kabelisolierungen weiterverarbeitet.
Ein weiteres Erfolgsprodukt, das zu DDR-Zeiten entwickelt und ab 1974 produziert wurde, war die „Haselbacher Glasfasertapete“, die unter dem Namen „Haglasta“ auf den Markt kam. In der DDR kannte jeder den damaligen Slogan: „Junge Leute, altes Haus, nimm Haglasta, mach was draus!“
Auch im „nichtsozialistischen Wirtschaftsgebiet“ war die „Haglasta“-Tapete durchaus gefragt, wenngleich nicht im selben Maß wie in der DDR. Der eigentliche „Renner“ aber war das Glasbitumengewebe, das ebenfalls unter dem Namen „Haglasta“ geführt und verkauft wurde. Es fand Verwendung als Einlage in Bitumendachbahnen, die dadurch wesentlich reißfester wurden. Große Teile der Produktion gingen in die BRD.
Mit der politischen Wende 1989/90 begann der Kampf ums Überleben. Ganze Industriezweige und die Absatzmöglichkeiten nach Russland und in die sozialistischen Länder brachen weg. Da die BRD selbst über genügend freie Kapazitäten verfügte, blieben alle Bemühungen Haselbachs, im Westen Fuß zu fassen, erfolglos. Umfangreiche Entlassungen waren die Folge.

### Hamburg/Lauscha/Steinach/Marktschorgast
Die zweite Vitrulan-Wurzel entstammt der am 11. November 1921 gegründeten „Thüringischen Glaswollindustrie, vormals S. Koch GmbH“ mit Firmensitz in Hamburg und Produktion in Lauscha von H. Goldmann, H. F. C. Cordts, S. Koch und K. Greiner-Petter.
Die Herren Goldmann und Cordts gründeten am 19. März 1921 die gleichnamige Firma „Goldmann & Cordts“. Mit ihrer Suche nach geeigneter Handelsware begannen die beiden Jungunternehmer in Thüringen, wo sie auf einen Hersteller von medizinischen Glasartikeln und Glasaugen stießen. Durch den vorausgegangenen Krieg war der Bedarf an künstlichen Augen und medizinischem Gerät groß. Schon bald machte Hans F. C. Cordts während eines Aufenthalts in Lauscha die Bekanntschaft eines gewissen Septimius Koch, der sich auf die Herstellung von Vogelschwänzen für Glasvögel und sogenanntem „Engelshaar“ – beides bestand aus feinen Glasfäden – spezialisiert hatte.
Man entdeckte, dass das als Christbaumschmuck beliebte „Engelshaar“ die Wärmestrahlung von Kerzenflammen reflektierte und auf diese Weise das Wachs zum Schmelzen brachte. Von da war es nur noch ein kleiner Schritt bis zu der bahnbrechenden Idee, Glasfäden als Material zur Wärmedämmung einzusetzen. Hinzu kam der günstige Umstand, dass Koch das Patent für eine neuartige Vorrichtung besaß, mit der erstmals mehrere waagerecht in einer Ebene liegende Glasspinnstäbe mechanisch in eine Gasflamme transportiert und versponnen werden konnten. Mit dieser Apparatur war es nun möglich, größere Mengen an Glaswolle zu produzieren; sie sollte nun nicht mehr ausschließlich zum Zweck der Dekoration hergestellt, sondern auch als Isoliermaterial vertrieben werden. Mit Karl Greiner-Petter, der über passende Räumlichkeiten für die Produktionsstätte in Lauscha verfügte, war bald der noch fehlende Geschäftspartner gefunden. 1921 gründeten Cordts, Goldmann, Koch und Greiner-Petter, als Gesellschafter zu gleichen Teilen, die „Thüringische Glaswollindustrie, vormals Septimius Koch GmbH“.
Das Geschäft mit der Glaswolle als Isoliermaterial entwickelte sich so rasant, dass die Kapazitäten in Lauscha bald nicht mehr ausreichten. Daher sollte die Produktion nach Steinach verlagert werden, wo es genügend freie Bauplätze für die Errichtung großzügiger Fabrikationsgebäude gab. Bald wurden dort täglich bis zu 10.000 kg Glaswolle erzeugt. Die Erzeugnisse aus Steinach wurden wie bisher über Hamburg vertrieben. Die dortige Niederlassung zeugte vom finanziellen Wohlstand der Firma: Die Geschäftsräume befanden sich im architektonisch höchst eindrucksvollen Chilehaus im Hamburger Schanzenviertel.
1931 wurde der Name „Vitrulan“ gesetzlich geschützt; er leitet sich ab von lateinisch „vitrum“ (= Glas) und „lana“ (= Wolle). Von da an bezeichnete man mit dieser Schutzmarke alle Produkte, die von der „Thüringischen Glaswollindustrie“ hergestellt wurden.
Die Weltwirtschaftskrise beendete die Goldenen Zwanzigerjahre. In den Jahren 1930–1932 musste auch die „Thüringische Glaswollindustrie“ aufgrund der herrschenden Rezession ums Überleben kämpfen. Mitte der 1930er-Jahre begann eine neue Blütezeit, die bis zum Zweiten Weltkrieg anhielt. Das Unternehmen entwickelte sich zu einem der wichtigsten deutschen Hersteller von Glaswolle. Die Anwendungsgebiete des Vitrulan-Isoliermaterials waren vielfältig: Bei Lokomotiven, Schiffen, Fernheizungen, Rohrleitungen, öffentlichen Gebäuden, Dampfkraftwerken, Anlagen der chemischen Industrie, Ölraffinerien, Kokereien, Zuckerfabriken usw. griff man nun zu Glaswolle.
Über der Produktion von Wärmedämmungen vernachlässigte man aber auch Forschung und Entwicklungstätigkeit nicht. Bereits ins Jahr 1931 datiert eine echte Innovation: Zum ersten Mal bemusterte das Unternehmen damals einen Wandbelag (Tapete) aus Glasgespinst – gefertigt aus farbigen Gläsern.
Im April 1945 marschierten die Amerikaner in Thüringen ein. Nach den Amerikanern, die alle Maschinen und Unterlagen zurückgelassen hatten, nahm die Rote Armee ganz Thüringen in Besitz. Mit den Befehlen Nr. 124 und 126 der sowjetischen Militäradministration (SMAD) sowie dem Befehl des Verwaltungschefs der SMAD des Landes Thüringen Nr. 367 vom 29. Juli 1946 wurde das Unternehmen in Steinach – wie das Glaswerk in Haselbach auch – für Reparationsleistungen von der UdSSR sequestriert (beschlagnahmt).
Zehn Jahre nach Gründung der DDR erfolgte am 1. Juni 1959 die Übergabe des Steinacher Werks durch die russische Besatzungsmacht an das deutsche Volk. Der Betrieb in Steinach wurde in einen VEB umgewandelt. Der Anspruch auf Rückgabe vom 5. Juni 1950 wurde vom Ministerium für Industrie der DDR abgelehnt.
Unbedingt entschlossen, einen neuen Anfang zu wagen, kehrte Cordts zu seinen Wurzeln zurück und verlegte sich wieder auf Handelsgeschäfte. Über das Hamburger Büro kaufte und verkaufte er Textilglasprodukte der Firma Schuller, Coburg, und Produkte der Aachen-Gerresheimer Textilglas-Gesellschaft in Düsseldorf. Darüber hinaus suchte sich Cordts Lohnweber, die im Auftrag der „Thüringischen Glaswollindustrie“ fertigten.
Nach dem Ende des Krieges und mit Gründung der Bundesrepublik waren die Weichen für einen kompletten Neuanfang gestellt.
Man schaffte es, den VW-Konzern von den Vorzügen der Vitrulan-Textilglasgewebe zur Wärmedämmung zu überzeugen. Bald wurde jeder VW Käfer mit „Vitrulan“-Glasstapelfasergewebe ausgestattet, das sicherstellte, dass die vom Heckmotor erzeugte Wärme im Winter nahezu ohne Verlust in den Fahrgastraum geleitet werden konnte. Gleiches galt später für den mit einem ähnlichen Antrieb ausgestatteten VW Transporter.
Am 1. Juli 1956 übernahm Cordts, der älteste Sohn des Firmengründers, die Planung und Ausführung eines Firmenneubaus in Marktschorgast, 70 km von den alten Produktionsstätten in Steinach entfernt. Am 26. November 1958 wurde die „Textilglas Fabrik Hans F. C. Cordts“ mit Firmensitz in Hamburg, Chilehaus A, und Produktion in Marktschorgast gegründet. 1962 wurde Cordts von seinem Vater als alleinvertretungsberechtigter Geschäftsführer eingesetzt.
Auf der Suche nach neuen Einsatzgebieten für Glasgewebe war Cordts in Marktschorgast Anfang der 1960er Jahre buchstäblich ein Licht aufgegangen. Zunächst ließ er auf einer eigens konstruierten Versuchsanlage Muster für die Lampenschirmindustrie herstellen. Sie entpuppten sich als Verkaufsschlager, denn rustikale Lampenschirme aus Glasgewebe lagen plötzlich voll im Trend der Innenarchitektur. Gleichzeitig expandierte der Markt für Träger aus Glasgewebe in Dichtungsbahnen für Bedachungszwecke. Ebenfalls in die 1960er Jahre fallen die ersten Experimente mit Glasdekogeweben. Die Produktion ging langsam, aber stetig in die Höhe und entwickelte sich zu einem weiteren wichtigen Standbein der „Textilglas Fabrik“.
Trotz all dieser vielversprechenden Neuentwicklungen blieben aber die Lieferungen an VW das wichtigste Geschäft. Nach Jahrzehnten mit unglaublichen Steigerungsraten in der Käfer-Produktion war das Sinnbild des deutschen Wirtschaftswunders in den 1970er Jahren veraltet. Niemand wollte mehr PKW mit luftgekühltem Heckmotor; VW und seine Zulieferbetriebe stürzten in eine tiefe Rezession.
Nach 50 Jahren Firmengeschichte übertrug Cordts im Jahr 1973 seinem Sohn Hans Friedrich die gesamte Geschäftsführung; die Buchhaltung blieb noch für einige Jahre in Hamburg, danach war alles unter einem Dach in Marktschorgast vereint.
Die Jahre der wirtschaftlichen Talsohle wurden intensiv für das Experimentieren mit neuartigen Produkten genutzt. Die Bemühungen trugen schließlich Früchte: Die Produktgruppen Glasdeko-, Glasgitter- und Glasbitumengewebe sowie Glasisoliererzeugnisse erwiesen sich als Bestseller auf den in- und ausländischen Märkten. Der neuerliche Durchbruch war geschafft.
Im Jahr 1978 wandelte Cordts die „Textilglas Fabrik Hans F. C. Cordts“ in die „Vitrulan Textilglas GmbH“ um. Bereits im Jahr 1974 war die „Thüringische Glaswollindustrie“ endgültig aus dem Handelsregister gelöscht worden.
Die rapide steigende Nachfrage nach Glasfasertapeten (Glasdekogewebe) brachte Vitrulan einen unerwartet großen Erfolg. Aber auch eine Reihe anderer Produkte konnte sich erfolgreich am Markt behaupten:
- Glasarmierungsgewebe für Putze und Anstriche
- Glasgewebeeckwinkel für Gebäude- und Fensterlaibungen
- Bitumenglasgewebe als Schutz und Träger für On- und Offshore-Pipelineisolierungen
- Glasisolierprodukte als Schutz vor Wärme- und Energieverlusten
- Textilglasgeflechte für Packungen, Bänder, Gewebe, Konfektion

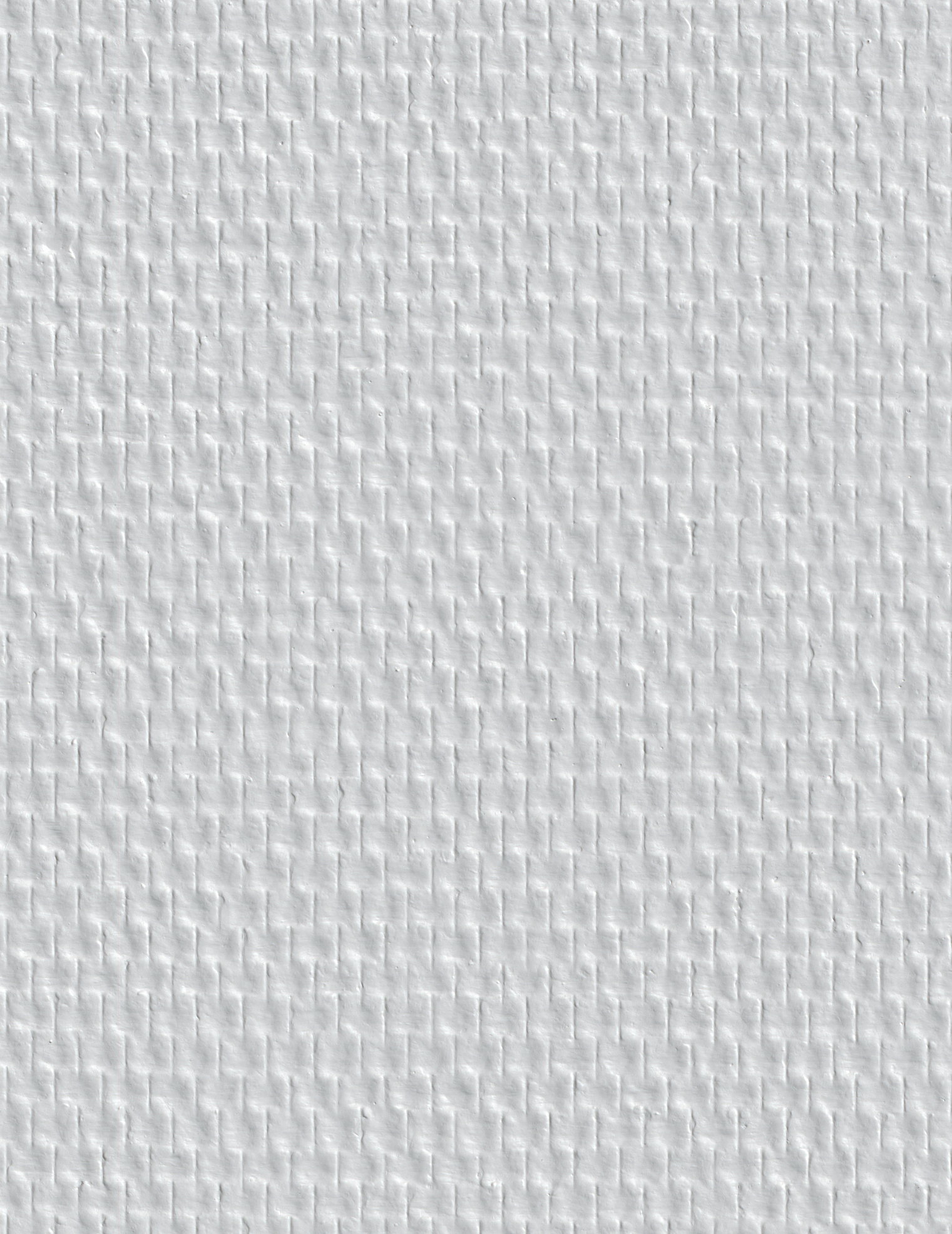
Klassische Struktur einer Glasfasertapete

### Nach der Wiedervereinigung Deutschlands
Mit der Wiedervereinigung Deutschlands und der politischen Wende rückte 1989/90 unvorhergesehen die Rückgabe bzw. der Rückkauf des Steinacher Betriebs in greifbare Nähe. Cordts nahm sofort Kontakt mit der vormaligen Produktionsstätte der „Thüringischen Glaswollindustrie“ auf. Doch die erste Bestandsaufnahme war ernüchternd; die Produktionsstätten befanden sich in einem erbärmlichen Zustand. Die Gebäude waren teilweise verfallen, der Maschinenpark entsprach zum Großteil nicht den Anforderungen eines modernen Unternehmens.
In Steinach wurden zu dieser Zeit Glasfaservliese und superfeine Glasfasern hergestellt – Artikel, die nur teilweise in das Produktprogramm von „Vitrulan“ passten. Dagegen hatte man sich in Haselbach auf die Erzeugung von Glasstäben und Glasröhren spezialisiert. Geschäftskontakte nach Haselbach bestanden bereits, denn noch zur DDR-Zeit hatte „Vitrulan“ einen kleinen Teil der Glasstäbe für Marktschorgast von dort bezogen. Im Jahr 1992 kaufte Cordts nach langem, zähem Ringen mit der Treuhandanstalt und der Glasring Holding das Glaswerk im thüringischen Haselbach.
Zum 100-jährigen Jubiläum des „Glaswerkes Haselbach“ wurden 1996 sämtliche Sanierungsmaßnahmen abgeschlossen. Produziert wurden zu diesem Zeitpunkt in Haselbach Glasstäbe und -rohre aus klarem und Buntglas, Glasstapelfaserlunte, Glasstapelfasergarn und -zwirn, Bitumenglasgewebe und Glasgeflechte.

## Heute
Im Jahr 2008 wurde die heutige Gruppenstruktur der Vitrulan-Gruppe umgesetzt: Gründung der Vitrulan Technical Textiles GmbH mit Sitz in Haselbach unter Einbringung der Armierungs- und Verstärkungsprodukte aus der Vitrulan Textilglas GmbH, Marktschorgast. Die Vitrulan International GmbH übernahm als Holding die Führung der Vitrulan-Gruppe und führte die Tradition als Familiengesellschaft fort. Im Dezember 2016 wurde die Vitrulan International von der Vitrulan Holding GmbH abgelöst.
2018 wurde innerhalb der Firmengruppe die V4heat GmbH gegründet, die Infrarotheizungslösungen vertreibt – diese Heizungslösungen sind ebenfalls auf Basis von Glasgittergweben entwickelt worden.
2020 wird die Vitrulan Composites Oy in Mikkeli, Finnland gegründet. Mit dem Werk in Mikkeli übernahm die Vitrulan Gruppe das Glasfaserverstärkungsgeschäft von Ahlstrom-Munksjö und erweitert das Portfolio der technischen Textilien, insbesondere im Bereich der Composites.
2021 erfolgt ein weiterer Zukauf: das Werk der PD Glasfaser Brattendorf im thüringischen Landkreis Hildburghausen wird von Vitrulan übernommen und als Vitrulan Glasfaser Brattendorf GmbH neu firmiert.

## Produktgruppen

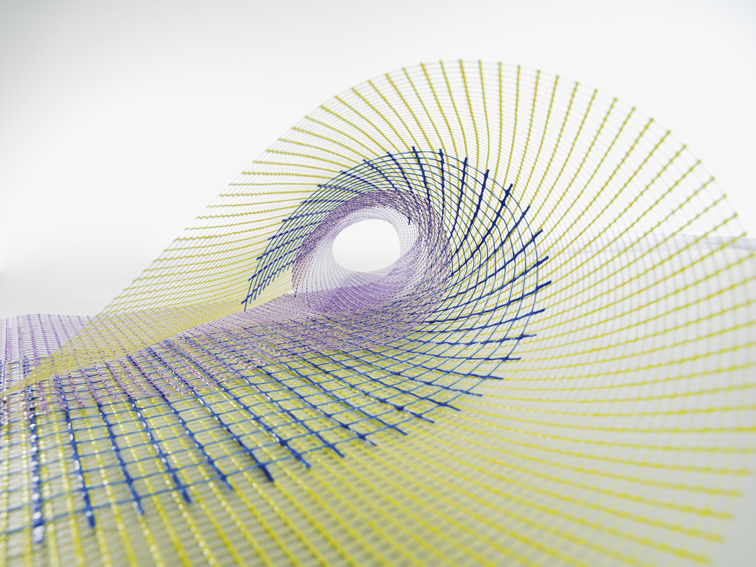
Vitrulan-Glasgittergewebe

- Glasfasertapeten
- Glasvliese
- Glattvliese
- Glasgittergewebe
- Gelege
- Composites
- Gewirke
- Technische Textilien
- Infrarotheizungen